# Aranyszemű fátyolka
Az aranyszemű fátyolka (Chrysopa perla) az ízeltlábúak törzsének a rovarok osztályába az recésszárnyú fátyolkák (Neuroptera) rendjébe és a zöldfátyolkák (Chrysopidae) családjába tartozó faj.

## Megjelenése
Az aranyszemű fátyolka mintegy 1 centiméter hosszú, szárnyainak fesztávolsága körülbelül 3 centiméter. A szárnyak fátyolszerűen áttetszők, szivárványfényűek, a szegély alatti erek zöldek. Nagy, összetett szemei sárgák, a fején levő foltok X alakú mintázatot alkotnak. Csápja hosszú. Nyugalmi helyzetben szárnyait háztetőszerűen tartja. Világoszöld testű, finom megjelenésű rovar. Előtorának két oldalán nyíló mirigyeiből veszély esetén kellemetlen szagú váladékot bocsát ki. Ezért „büdösfátyolkának” is nevezik. Ezzel az anyaggal tartja távol ellenségeit. Egyes fátyolkák elülső szárnyának tövében speciális hallószerv (úgynevezett timpanális szerv) található, amellyel ultrahangok érzékelésére képesek.

## Életmódja
Az aranyszemű fátyolka erdők, kertek, parkok és települések lakója. Télen nagy számban látjuk padlásokon vagy lakóhelyiségekben, ahol áttelel. Tavasszal és nyáron a kertekben találkozunk vele. Meleg nyári estéken nagyobb rajokban repül a fényre. Az aranyszemű fátyolka levéltetvekkel és más kis rovarokkal táplálkozik.